# Cardno Point
Der Cardno Point ist eine hoch aufragende, abgeflachte und von Tussockgras bewachsene Landspitze, die den östlichen Ausläufer von Bird Island vor dem westlichen Ende Südgeorgiens bildet. Sie liegt auf der Nordseite der östlichen Einfahrt zum Bird Sound.
Das UK Antarctic Place-Names Committee benannte sie 1964 nach Lieutenant Commander Peter G. N. Cardno von der Royal Navy, Navigationsoffizier auf der HMS Owen bei hydrographischen Vermessungen dieses Gebiets zwischen 1960 und 1961.